# British racing green

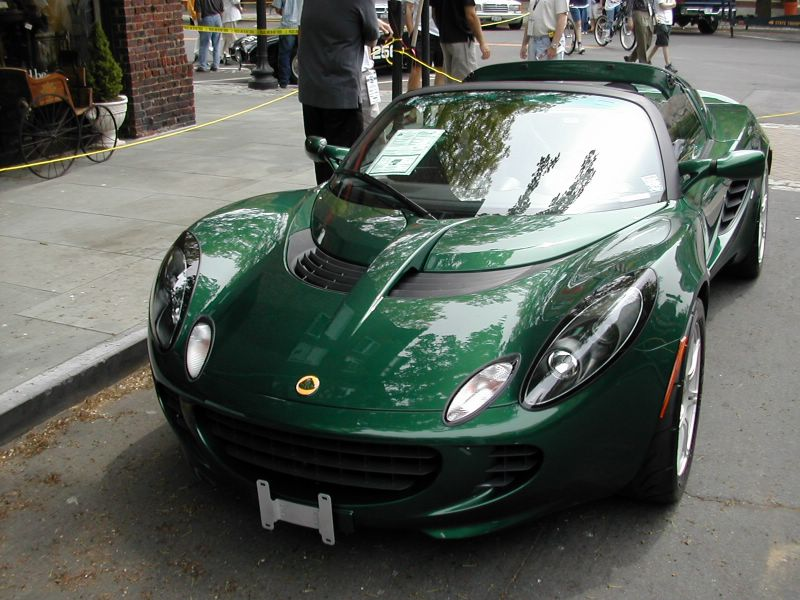
Lotus Elise pintado en british racing green.

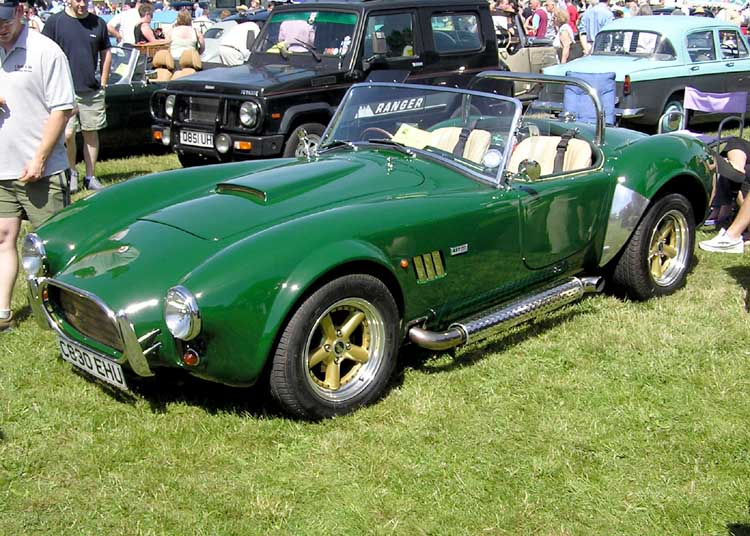
AC Cobra en BRG.

El british racing green («verde británico de competición»), también conocido como 'BRG', es el color verde tradicional de los automóviles de carreras británicos.
El motivo del uso de dicho color se debe a que, en los años 1920, las organizaciones que posteriormente formarían lo que hoy es la Federación Internacional del Automóvil establecieron una norma que obligaba a poder reconocer la nacionalidad de un equipo por el color de sus coches.
Aunque no existe unanimidad sobre el tono exacto del color BRG, se acepta que es una variante del verde, oscuro y rico.
En tiempos más cercanos, exactamente en el 2000, Jaguar Racing pintó sus coches de Fórmula 1 de BRG, pero tras la venta del equipo a la empresa Red Bull, Red Bull Racing usa sus propios colores. Otros constructores tradicionales volvieron al color verde. Bentley lo introdujo en las 24 Horas de Le Mans en el 2002 en una versión muy oscura; Aston Martin hizo lo propio más tarde, con un matiz bastante claro.